# Vogesit
Vogesit ist ein grünlich graues bis dunkelgraues subvulkanisches Gestein, das nach den Vogesen benannt ist. Vogesit ist ein dunkles Ganggestein (Lamprophyr) und besteht aus Alkalifeldspat, Plagioklas (untergeordnet), brauner Hornblende und diopsidischem Augit. Häufig findet man auch einen geringen Anteil an Olivin, welcher in der Regel eine Umwandlung in Serpentin erfahren hat. Außer in den Vogesen kommt Vogesit u. a. im Odenwald vor.